# 邓子辰
邓子辰 (1964年—)，西北工业大学一般力学与力学基础学科教授，主要从事计算力学等方面的研究工作。担任中国振动工程学会理事，入选中华人民共和国教育部2009年度"长江学者"特聘教授。